# Crocketts Bluff
Crocketts Bluff es un área no incorporada ubicada en el condado de Arkansas en el estado estadounidense de Arkansas.

## Geografía
Crocketts Bluff se encuentra ubicada en las coordenadas 34°26′38″N 91°13′12″O / 34.44389, -91.22000.